# Libertate politică
Libertatea politică (cunoscută, de asemenea, și sub numele de autonomie politică sau libertatea de a acționa în sfera politicii) este un concept central în istoria și gândirea politică și una dintre cele mai importante caracteristici ale societăților democratice. Libertatea politică a fost descrisă ca absență a opresiunii și a constrângerii, de exemplu, în lipsa unor condiții nefavorabile și în prezența unor condiții favorabile pentru expresia politică. Deși este adesea interpretată în termeni negativi ca lipsă a unor constrângeri nerezonabile asupra libertății de acționa, libertatea politică se poate referi și la exercitarea pozitivă a unor drepturi, precum cel de acționa, sau la drepturi sociale și de grup. Acest concept se poate referi, de asemenea, la absența constrângerilor „interne” politice sau sociale (de exemplu, conformitate socială sau comportamente „neautentice"). Conceptul de libertate politică este strâns legat de conceptele de libertate civilă și drepturile omului, care, în societățile democratice, primesc, de obicei, protecție juridică din partea statului.

## Opinii
În mod normal, opiniile despre ce presupune „adevărata" libertate politică diferă de la un grup din spectrul politic la altul.
În general, filosofia politicii de stânga îmbină noțiunea de libertate cu cea de libertate pozitivă sau cu posibilitatea unui grup sau a unui individ de a lua propriile decizii sau de a-și descoperi adevăratul potențial. Libertatea, în acest sens, poate include și libertatea de a nu suferi de sărăcie, foamete, boli tratabile și opresiune, precum și libertatea de a nu fi supus forței și constrângerilor, indiferent de sursa acestora.
Friedrich Hayek, un clasic liberal, a considerat că aceasta este o concepție greșită de libertate:
Folosirea termenului „libertate" pentru a descrie „capacitatea fizică de a face ceea ce vreau", puterea de a ne satisface dorințele sau extinderea posibilităților de a alege... a fost în mod deliberat promovată ca parte a argumentului socialist... noțiunea de putere colectivă asupra circumstanțelor a fost înlocuită de cea a libertății individuale.
 Anarho-socialiștii văd libertatea negativă și pozitivă drept tipuri complementare de libertate. O astfel de viziune asupra drepturilor poate solicita compromisuri utilitariste, cum ar fi sacrificarea dreptului la produsul muncii cuiva sau libertatea de asociere împotriva discriminării rasiale sau pentru mai multe subvenții pentru locuințe. Anarho-socialiștii descriu viziunea negativă a capitalismului legată de libertate ca fiind "libertate egoistă".
Anarho-capitaliștii văd drepturile negative ca pe un sistem coerent. Ayn Rand l-a descris ca fiind "un principiu moral ce definește și sancționează libertatea unui om de a acționa într-un context social. Pentru asemenea liberali, libertatea pozitivă este contradictorie, deoarece așa-numitele "drepturi" reprezintă un compromis ce devalorizează drepturile legitime care, prin definiție, nu țin cont de alte aspecte morale. Orice presupus "drept" care solicită un rezultat final (de exemplu, locuințe, educație, servicii medicale), produs de către oameni este, de fapt, un pretins "drept" pentru a-i subjuga pe ceilalți.
Câțiva filosofi de seamă, cum ar fi Alasdair MacIntyre, au format teorii despre libertate în termeni de interdependență socială cu alte persoane.
 În cartea sa Capitalism and Freedom (Capitalism și libertate), economistul american Milton Friedman susține că există două tipuri de libertate: libertatea politică și libertatea economică. Friedman a afirmat că fără libertate economică nu poate exista libertate politică. Această idee a fost contestată de către Robin Hahnel în articolul său „Why the Market Subverts Democracy" („De ce piața subminează democrația"). Robin Hahnel punctează un set de probleme în legătură cu înțelegerea libertății economice a lui Friedman, care spune că ori de câte ori cineva își va folosi libertatea economică, drepturile altcuiva la libertate vor fi încălcate, iar o astfel de situație poate fi evitată numai dacă există un sistem de drepturi la proprietate definit cu exactitate, pe care Friedman nu reușește să-l alcătuiască.  
Potrivit filozofului politic Nikolas Kompridis, exercitarea dreptului la libertate în epoca modernă poate fi în general împărțită în două idealuri motivaționale: libertatea ca autonomie sau independență și libertatea ca o posibilitate de a iniția de bunăvoie un nou început.
Libertatea politică a fost, de asemenea, teoretizată de Michel Foucault din perspectiva relațiilor de putere (și o condiție a acestora) sau puterea „action upon action" („acțiune pe acțiuni"). De asemenea, aceasta a fost asemănată cu anumite practici culturale și artistice de către Cornelius Castoriadis, Antonio Gramsci, Herbert Marcuse, Jacques Rancière și Theodor Adorno.
Ecologiștii susțin adesea că libertățile politice ar trebui să includă unele constrângeri privind utilizarea ecosistemelor. De exemplu, aceștia consideră că nu există un astfel de lucru, ca "libertatea de a polua" sau "libertatea de a defrișa" având în vedere că astfel de activități creează efecte externe negative, care privează alte grupuri de libertatea de a nu fi expuse la poluare. Popularitatea SUV-urilor, a golfului și expansiunea urbană au dovedit că unele idei de libertate și de conservare ecologică pot intra în conflict. Acest lucru duce uneori la grave confruntări între valori, ce sunt reflectate în campanii de publicitate, de exemplu, campania anti-blănuri a organizației PETA.
John Dalberg-Acton a declarat că "Cel mai sigur test prin care putem judeca dacă o țară este cu adevărat liberă este nivelul securității de care se bucură minoritățile."
 Gerald MacCallum a vorbit despre un compromis între libertatea pozitivă și cea negativă. Un agent trebuie să fie independent. Acesta este triadic în raport cu ceilalți, pentru că implică trei lucruri: agentul, constrângerile de care trebuie să scape pentru a fi liber și scopul său.

## Istoric
Hannah Arendt găsește originile libertății în politica Greciei antice. Potrivit studiului său, din punct de vedere istoric, conceptul de libertate și acțiunea politică au fost inseparabile. Politica poate fi practicată doar de cei care s-au eliberat de necesitățile vieții, astfel încât aceștia să poată participa în domeniul afacerilor politice. Potrivit lui Arendt, în jurul secolului al V-lea, conceptul de libertate a început să fie asociat cu noțiunea de libertate a voinței sau libertate interioară și de atunci libertatea ca formă de acțiune politică a fost neglijată, chiar dacă, așa cum spune ea, libertatea este "the raison d'être of politics" (rațiunea de a fi a politicii).
Arendt spune că libertatea politică se opune suveranității și voinței, deoarece în Grecia antică și Roma conceptul de libertate era în strânsă legătura cu performanța și nu apărea ca un conflict între „voință" și „responsabilitate". În mod similar, ideea de libertate ca libertate politică este o noțiune care s-a dezvoltat în epoca modernă. Acest lucru se opune ideii de libertate ca o capacitate de a „reîncepe," pe care Arendt o vede ca pe o consecință a condiției umane înnăscute a natalității sau a naturii noastre: „din începuturi noi și, prin urmare, începători".
În viziunea lui Arendt, acțiunea politică este o întrerupere a unui proces automat, fie natural sau istoric. Astfel, libertatea de a reîncepe este o prelungire a „libertății de a crea ceva ce nu a mai existat, ce nu a fost dat, nici măcar ca un obiect al cunoașterii sau al imaginației și care, prin urmare, strict vorbind, nu ar putea fi cunoscut."